# Хуаньжень
Хуаньжень (кит. 桓仁镇, пін. Huánrén Zhèn) — містечко у КНР, адміністративний центр Хуаньжень-Маньчжурського автономного повіту провінції Ляонін.

## Географія
Хуаньжень розташовується на сході префектури Беньсі, лежить на річці Хунь.

### Клімат
Містечко знаходиться у зоні, котра характеризується вологим континентальним кліматом з теплим літом. Найтепліший місяць — липень із середньою температурою 22.6 °C (72.7 °F). Найхолодніший місяць — січень, із середньою температурою -14 °С (6.8 °F).
| Клімат Хуаньженя        | Клімат Хуаньженя | Клімат Хуаньженя | Клімат Хуаньженя | Клімат Хуаньженя | Клімат Хуаньженя | Клімат Хуаньженя | Клімат Хуаньженя | Клімат Хуаньженя | Клімат Хуаньженя | Клімат Хуаньженя | Клімат Хуаньженя | Клімат Хуаньженя | Клімат Хуаньженя |
| Показник                | Січ.             | Лют.             | Бер.             | Квіт.            | Трав.            | Черв.            | Лип.             | Серп.            | Вер.             | Жовт.            | Лист.            | Груд.            | Рік              |
| Середній максимум, °C   | −7,4             | −3,9             | 3,9              | 13,7             | 20,7             | 24               | 26,3             | 26               | 20,8             | 14,1             | 3,8              | −4,6             | 11,5             |
| Середня температура, °C | −14              | −10,1            | −1,1             | 7,8              | 14,6             | 19,1             | 22,6             | 22               | 15,2             | 7,9              | −1,1             | −10,2            | 6,1              |
| Середній мінімум, °C    | −22              | −18,2            | −8,1             | −0,1             | 6,6              | 12,3             | 17,2             | 16,1             | 8,2              | 0,5              | −7,4             | −17              | −1               |
| Норма опадів, мм        | 10.7             | 12.5             | 19.8             | 52.6             | 73.2             | 115.9            | 255.1            | 247.5            | 90.6             | 50.4             | 33.8             | 15.3             | 977.4            |
| Днів з опадами          | 6,5              | 5,8              | 7                | 9,4              | 11,3             | 14,3             | 18,1             | 15,5             | 10,2             | 8,8              | 8,3              | 6,9              | 122,1            |
| Вологість повітря, %    | 64.6             | 61.2             | 56.6             | 55.2             | 57.9             | 68.8             | 79.4             | 79.8             | 70.3             | 65.9             | 65               | 64.1             | 65.7             |
| ----------------------- | ---------------- | ---------------- | ---------------- | ---------------- | ---------------- | ---------------- | ---------------- | ---------------- | ---------------- | ---------------- | ---------------- | ---------------- | ---------------- |
| Джерело: Weatherbase    |                  |                  |                  |                  |                  |                  |                  |                  |                  |                  |                  |                  |                  |